# Norwi
Евгений Ермолин (рус. Евгений Ермолин; ) — российский киберспортсмен по Counter-Strike, более известный под ником Norwi, выступающий за команду Sangal .

## Игровая карьера
Свою карьеру Norwi начал в 2019 году, на CIS Minor Championship - Berlin 2019: Open Qualifie в составе team104-, вместе с Porya и fozil.
В сентябре 2020 года Norwi присоединился к VP.Prodigy,где играл до января 2021 года. После присоедился к составу Trident Clan где играли seized,clax,GuardiaN С которыми после он сменил 3 тега.
Будучи в Trindent Clan показывал отличиную статистику.
В конце 2021 перешел в forZe,вместе с forZe Евгений выиграл несколько крупных турниров среди которых CCT Central Europe Series 2.
Так же будучи в составе forZe Norwi попал на PGL Antwerp 2022 получив стикеры.Но спустя некоторое время Norwi и KENSI были перемещены на скамейку запасных.Через 2 месяца в конце 2022 года 
Aurora Gaming выкупила дуо Norwi KENSI из forZe.
Перейдя в Aurora Gaming команда вместе с Norwi сразу же начала занимать призовые места на крупных турнирах,но на Blast Paris Major 2023 Aurora Gaming так и не попала проиграв FaZe Clan
в Last Chance сетке.До этого весь состав Aurora Gaming поспорил,если они не выйдут на Blast Paris Major 2023 то они покрасят волосы в случайный цвет.Norwi вытянял фиолетовый цвет,но его покрасили в синий.
На PGL Major Copenhagen 2024 Aurora Gaming не попала.
Skyesports Masters 2024 в Индии Norwi сыграл средне,но при этом состав Aurora Gaming выиграл турнир получив 105.000$ на состав.
На Perfect World Shanghai Major 2024 Aurora Gaming не попала.
В 2025 году весь состав Aurora Gaming был перемещен в запас,их заменил состав Eternal Fire.Спустя некоторое время ex-Aurora gaming перешли в Astrum.
В составе Astrum статистика Norwi  просела с 1.08 до 0.98.
Перейдя в Sangal Norwi стал показывать отличную игру.
Общие призовые за все время карьеры Norwi составили примерно 150.000$